# ラニーミード
ラニーミード (Runnymede) は、イングランド南東部サリーにあるテムズ川河畔の町である。ジョン王が1215年にマグナ・カルタに署名した場所として知られる。現在はナショナル・トラストの所有地になっている。
マグナ・カルタの記念碑があるほか、ジョン・F・ケネディの記念碑がある。この記念碑は、英米法の根幹を成すマグナ・カルタの制定、1963年に暗殺されたケネディの人権問題への取り組み、およびジョン・バニヤンの寓意物語である天路歴程を象徴しており、記念碑に続く50段の石段はアメリカの50州を表すと共に、前述の天路を表現している。記念碑にはケネディの1961年の演説文から引用された言葉が刻まれている。またこの記念碑にはセントポール大聖堂と同じ石材が使用されている。
このジョン・F・ケネディの記念碑がある一帯の土地(1エーカー)は、元々イギリス王室のクラウン・エステートとしての所有地(Crown land)であったが、英米の親善を記念して1965年にエリザベス2世によってアメリカ合衆国へ贈られた。つまり、この極めて小さい土地は、事実上の主権はイギリスにあるものの、イギリス領土内のアメリカの土地(飛び地)である。